# Ali Poyrazoğlu

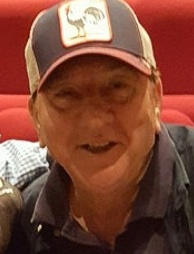
Ali Poyrazoğlu (2020)

Ali Poyrazoğlu (* 9. Juli 1946 in Istanbul) ist ein türkischer Schauspieler, Synchronsprecher, Regisseur und Drehbuchautor.

## Leben und Wirken
Ali Poyrazoğlu wuchs in Istanbul auf, wo er bis heute lebt.
Er steht seit 1969 als Schauspieler vor der Kamera. Er hat bislang in mehr als 40 Film- und Fernsehproduktionen mitgewirkt. Während er zu Beginn seiner Karriere noch in kleinen Nebenrollen besetzt wurde, konnte er sich später als Charakterdarsteller etablieren. Er stand auch in zahlreichen Theaterstücken wie beispielsweise Hamlet auf der Bühne. Er führte bei zwei Spielfilmen die Regie und ist auch als Drehbuchautor für Filme und Fernsehserien tätig.
Poyrazoğlu ist seit den 1990er-Jahren als Synchronsprecher aktiv. Er sprach Figuren in verschiedenen Zeichentrickfilmen und Animationsfilmen wie Ice Age, Ren und Stimpy, Dumbo, Das Dschungelbuch, Sindbad und Homer Simpson in Die Simpsons – Der Film. Er synchronisierte auch mehrere Videospiele und Computerspiele.
Seit 2012 ist er als UNICEF-Sonderbotschafter für die Türkei tätig.
Poyrazoğlu ist geschieden, hat einen Sohn und eine Tochter.

## Filmografie (Auswahl)
- 1970: Ölüm Emri
- 1974: Sokak Şarkıcıları
- 1972: Gönül Meyhanesi
- 1972: Acı Sevda
- 1972: Cevriye'nin Kızları
- 1973: Gazi Kadın
- 1975: Kadınlar Hayır Derse
- 1975: Canavar Cafer
- 1976: Bulunmaz Uşak
- 1986: Asiye Nasıl Kurtulur
- 2003: Abdülhamit Düşerken
- 2005: Ayın Karanlık Yüzü
- 2013: Erkekler